# Santa Maria di Castellabate
Koordinaten: 40° 17′ N, 14° 56′ O

Santa Maria di Castellabate

Santa Maria di Castellabate ist ein italienischer Küstenort im Cilento mit etwa 4.000 Einwohnern. Er ist ein Ortsteil der Gemeinde Castellabate in der Provinz Salerno (Kampanien). Seit 1991 ist der Ort Bestandteil des Nationalpark Cilento und Vallo di Diano sowie Mitglied der Costiera Cilentana.
Der Ort liegt auf 10 m s.l.m., die Postleitzahl ist 84048 und die Vorwahl ist (+39) 0974. Das Demonym für die Einwohner ist Marinesi.

## Geschichte
Santa Maria di Castellabate wurde früher „Ischia della Chitarra“ (das Ischia der Gitarren) genannt und war im ausgehenden 19. Jahrhundert noch nicht mehr als ein kleiner Vorort von Castellabate.
Der bevölkerungsreichste Ortsteil ist durch seinen antiken Kern charakterisiert, der sich um die „Villa Principe di Belmonte“ und den Turm „Torre Perrotti“ entwickelt hat.
Der Hafen wurde seit dem Jahr 1000 für den Transport der cilentanischen Produkte nach Cava und von dort nach Neapel genutzt.
Santa Maria di Castellabate ist Geburtsort von Riccardo Luca Guariglia OSB, Abt der Territorialabtei Montevergine.

## Geografie
Santa Maria di Castellabate ist ein Ortsteil von Castellabate und grenzt im Süden unmittelbar an San Marco (Castellabate). Die Fußgängerzone beginnt an der „Villa Matarazzo“, geht am „Museo del Mare e del Parco Nazionale del Cilento“ vorbei bis zur „Piazza Lucia“, Sitz des Rathauses.